# Comédia de fantasia
A comédia de fantasia ou fantasia cômica é um subgênero de fantasia com intenção e tom essencialmente humorísticos. Normalmente ambientada em mundos imaginários, a comédia de fantasia geralmente envolve trocadilhos e paródias de outras obras de fantasia.

## Literatura
O subgênero surgiu no século XIX. Elementos da comédia de fantasia podem ser encontrados em obras do século XIX, como alguns dos contos de fadas de Hans Christian Andersen, "Christmas Books" de Charles Dickens e os livros de Alice de Lewis Carroll. O primeiro escritor a se especializar no subgênero foi "F. Anstey" em romances como Vice Versa (1882), em que a magia perturba a sociedade vitoriana com resultados bem-humorados. A obra de Anstey foi popular o suficiente para inspirar várias imitações, inclusive as fantasias infantis leves de Edith Nesbit, The Phoenix and the Carpet (1904) e The Story of the Amulet (1906). Os Estados Unidos tiveram vários escritores de comédias de fantasia, incluindo James Branch Cabell, cuja fantasia satírica Jurgen, A Comedy of Justice (1919) foi objeto de um processo mal-sucedido por obscenidade. Outro escritor americano de estilo semelhante foi Thorne Smith, cujas obras (como Topper e The Night Life of the Gods) foram populares e influentes, e muitas vezes adaptadas para o cinema e a televisão. Fantasias humorísticas narradas em um ambiente de "clube de cavalheiros" são comuns; elas incluem A Houseboat on the Styx (1895), de John Kendrick Bangs, as histórias de "Jorkens", de Lord Dunsany, e The Exploits of Englebrecht (1950), de Maurice Richardson.
De acordo com Lin Carter, as obras de T. H. White exemplificam a comédia de fantasia, as histórias de Harold Shea, de L. Sprague de Camp e Fletcher Pratt, são os primeiros exemplos. A maior parte da fantasia de de Camp era cômica. Pratt e de Camp estavam entre os vários colaboradores daUnknown Worlds, uma revista pulp que enfatizava a fantasia com um elemento cômico. O trabalho de Fritz Leiber também apareceu na Unknown Worlds, incluindo as histórias de Fafhrd and the Gray Mouser, uma abordagem jocosa do subgênero de espada e feitiçaria.
Em tempos mais modernos, os livros Discworld de Terry Pratchett, os livros Xanth de Piers Anthony, os livros MythAdventures de Robert Asprin e os livros de Tom Holt são bons exemplos, assim como muitos dos trabalhos de Christopher Moore. Há também histórias em quadrinhos/romances gráficas no gênero de fantasia humorística, incluindo a série Pewfell de Chuck Whelon e as webcomics 8-Bit Theater e The Order of the Stick. Outros autores recentes do gênero incluem Toby Frost, Stuart Sharp, Nicholas Andrews e DC Farmer, além da equipe de escritores John P. Logsdon e Christopher P. Young.

## Outras mídias
O subgênero também foi representado na televisão, como nas séries de televisão I Dream of Jeannie e Kröd Mändoon and the Flaming Sword of Fire. Exemplos no rádio são Hordes of the Things e ElvenQuest, da BBC. Os filmes de comédia de fantasia podem ser paródias (Monty Python and the Holy Grail), comédias com elementos de fantasia (Being John Malkovich, Barbie) ou animações (Shrek). Também foi usado no filme Jumanji: Welcome to the Jungle.